# Medal z Koroną
Medal Węgierski z Koroną (węg. Magyar Koronás Érem) – odznaczenie z okresu regencji Królestwa Węgier, nadawane w latach 1922–1946, jako kontynuacja austro-węgierskiego odznaczenia nadawanego za zasługi wojskowe – medalu Signum Laudis.

## Charakterystyka
Wprowadzając medal na Węgrzech zmieniono awers medalu; portret cesarza Franciszka Józefa został zastąpiony krzyżem andegaweńskim z królewskiego Herbu Węgier, a podwójna korona monarchii austro-węgierskiej – Koroną św. Stefana.
Medal z Koroną został też afiliowany do Orderu Węgierskiego Zasługi jako jego część składowa pomiędzy klasami orderu, a stopniami krzyży i medali zasługi.
W przypadku Wielkiego Złotego Medalu nadawany był na wstędze wieszanej na szyi w dwóch wersjach: w czasie pokoju – na wstędze czerwonej z białymi paskami wzdłuż krawędzi, a w czasie wojennym – na wstędze czerwonej z biało-zielonymi paskami. Ponowne nadanie oznaczano za pomocą tarczy w biało-czerwone pasy, a nadanie trzecie poprzez dodanie wieńca laurowego wzdłuż boków tarczy. Wersja wojskowa miała też drugą nazwę – Medal Zasługi Szczególnie Wybitniej (Különös Dícsérő Elismerés Érem), a wersję cywilną nazywano Medal Zasługi Pełnej (Teljes Elismerés Érem).
Pozostałe stopnie przyznawano na wstążce (składanej w trójkąt i przypinanej do piersi w rzędzie z innymi medalami), w trzech odmianach: cywilnej (zielonej), wojskowej (zielonej z biało-czerwonymi paskami) lub wojennej (czerwonej z biało-zielonymi paskami). Kolejne nadania oznaczano na Medalu Srebrnym za pomocą okucia w postaci metalowych listewek mocowanych poziomo do wstążki. Kolejne nadanie Medalu Brązowego skutkowało otrzymaniem Medalu Srebrnego, a Medal Złoty otrzymać można było tylko raz.
Za zasługi bojowe można było otrzymać medal z mieczami.
Ostatni medal przyznano 14 lutego 1945.

## Podział
Podział medalu na stopnie, rodzaje i liczbę nadań:
- Wieki Złoty Medal
  - z mieczami na wojennej wstędze (dwukrotnie)
  - z mieczami na wojennej wstędze
  - na wojennej wstędze
  - na wstędze (trzykrotnie)
  - na wstędze (dwukrotnie)
  - na wstędze

- Złoty Medal
  - na wojskowej wstążce
  - na cywilnej wstążce (dwukrotnie)
  - na cywilnej wstążce

- Brązowy Medal z honorami wojennymi (dla nominowanych do odznaczeń lub orderów, którzy ich nie otrzymali z powodu zakończenia I wojny światowej), np:
  - na wojskowej wstążce z odznaką OKŻ
  - na wojennej wstążce z mieczami i odznaką KZDW

- Srebrny Medal
  - z mieczami na wojennej wstążce (dwukrotnie)
  - z mieczami na wojennej wstążce
  - na wojennej wstążce
  - na wojskowej wstążce (dwukrotnie)
  - na wojskowej wstążce
  - na cywilnej wstążce (dwukrotnie)
  - na cywilnej wstążce

- Brązowy Medal
  - z mieczami na wojennej wstążce
  - na wojennej wstążce
  - na wojskowej wstążce
  - na cywilnej wstążce

- Medal Dzielności (za ratowanie życia, na wstążce z czterech pasków białych i czterech czerwonych)